# 빈모류
빈모류는 빈모강에 딸린 환형동물의 총칭이다. 측지가 완전히 퇴화되어 있고, 적은 수의 빈약한 강모가 나 있다. 또한 머리 부분이 뚜렷하지 못하여 부속지가 없다. 현재 3,100여 종 가량이 알려져 있으며, 지렁이·실지렁이·물지렁이·참지렁이·왕줄지렁이 등이 이에 속한다. 육지에 사는 종류는 몸 길이가 10cm 정도로 큰 편인데, 어떤 종은 3m나 된다. 반면 민물에 사는 종은 2-50mm 정도이며 길다란 강모를 가지고 있다. 앞쪽에 입, 뒤쪽에 항문이 있으며, 머리 부분에는 촉수와 눈 등이 없다. 각 체절에는 강모가 나 있는데, 이들은 체절을 둘러싸면서 일열로 늘어서 있거나 4개의 다발로 되어 있는 것 등이 있다. 소화계는 입에서 인두·식도·모이주머니·모래주머니·창자로 이어지는데, 그 중 대부분은 창자가 차지한다. 특히 모래주머니는 근육질의 두꺼운 벽으로서, 모래 알갱이와 함께 먹이를 으깨는 역할을 한다. 또한 혈관계는 폐쇄혈관계로서, 몸의 앞쪽에 배혈관과 등혈관을 연결하는 여러 쌍의 굵은 혈관이 있는데, 이것이 지렁이의 심장이다. 호흡기가 없어 체벽으로 피부 호흡을 하지만 어떤 종류는 빗 모양의 아가미를 갖고 있기도 하다. 배설기는 신관으로, 배설물은 길다란 관을 지나 체벽에 열려 있는 신관 구멍으로 내보내진다. 그리고 진동·빛·압력 등은 몸 표면에 산재해 있는 여러 가지의 감각 세포에 의해 감지된다.